# Total Recall (película de 2012)
Total Recall (titulada: Desafío total en España y El vengador del futuro en Hispanoamérica) es una película de ciencia ficción de 2012 dirigida por Len Wiseman y protagonizada por Colin Farrell, Jessica Biel, Kate Beckinsale y Bryan Cranston. La cinta es una nueva versión basada en el cuento de 1966 Podemos recordarlo por usted al por mayor de Philip K. Dick y es escrita por Mark Bomback y Kurt Wimmer. A diferencia de la adaptación anterior de 1990, la trama se encuentra ambientada en una Tierra distópica y apocalíptica, en lugar de Marte y combina influencias americanas y asiáticas, especialmente en los entornos y poblaciones dominantes de los dos estados-nación en la historia: la Federación Unida de Bretaña (Europa Occidental) y la Colonia (Australia).
Fue estrenada el 3 de agosto de 2012 en Estados Unidos y recibió críticas mixtas a negativas, con el censo crítico de Rotten Tomatoes elogiando las secuencias de acción, pero diciendo que carece de los elementos de la película original que la convirtieron en un clásico.

## Argumento
En el año 2084, una guerra química devastó la Tierra. Hay poca tierra habitable restante y se divide en dos territorios: la Federación Unida de Bretaña (FUB) y la Colonia (Australia). Muchos residentes de la Colonia viajan a la FUB para trabajar en sus fábricas a través de "la Caída", un tren gravitacional, que viaja a través de la Tierra. Mientras una resistencia que opera en la FUB busca mejorar la vida en la Colonia.
La historia se centra alrededor de un obrero llamado Douglas Quaid (Colin Farrell), quien ha tenido sueños inquietantes de ser un agente secreto asociado con una mujer anónima y a su vez, cansado de su trabajo sin futuro y su mediocre existencia, decide visitar Rekall, una empresa de entretenimiento virtual que implanta recuerdos artificiales. Bob McClane (John Cho), un vendedor de Rekall, convence a Quaid para que experimente la vida de un agente secreto. Cuando Quaid está empezando a implantar esos recuerdos falsos en su cerebro, McClane descubre que para su decepción, Quaid ya posee recuerdos reales de ser un agente encubierto y mientras confronta a Quaid para que revele la verdad, McClane y sus compañeros de trabajo son repentinamente abatidos a tiros por un equipo SWAT. La mente de Quaid reacciona instintivamente y elimina a los doce policías SWAT antes de escapar y ser liquidado por los otros policías SWAT quienes intentan entrar. Él vuelve a casa con su esposa Lori (Kate Beckinsale) para contarle lo sucedido, pero mientras ella lo consuela, inmediatamente trata de matarlo, revelando que ella es una agente FUB encubierto que lo ha estado vigilando desde hace seis semanas. Quaid se las arregla para escapar y cuando se esconde, Charles Hammond (Dylan Smith), un hombre que dice ser un amigo, contacta con Quaid y lo dirige a un banco que lleva una caja de seguridad. En la caja de seguridad, Quaid descubre un mensaje grabado de su antiguo yo de agente encubierto, que lo lleva a un apartamento en la FUB.
Mientras es perseguido, Quaid se reúne con Melina (Jessica Biel), la mujer de sus sueños y ella lo ayuda a llegar al apartamento. Una vez ahí, Quaid desencadena una segunda grabación en el piano (mediante una de las mazurcas melódicas de Frédéric Chopin que lo reconoce en sus débiles recuerdos), revelando que su nombre es en realidad Carl Hauser, un agente que trabaja para el canciller Vilos Cohaagen (Bryan Cranston) de la FUB. Después de desertar y unirse la resistencia, Hauser es capturado y se le implantaron falsos recuerdos para mantenerlo vigilado. La grabación revela que Cohaagen usará la policía robótica para invadir la Colonia, por lo que la FUB tendrá más espacio para vivir, ya que en su territorio original la FUB ya casi no tienen espacio habitable. Hauser, sin embargo, menciona haber sido testigo de un "código de muerte" para detener a las fuerzas robóticas y que el código lo puede recuperar de su memoria el líder de la resistencia Matthias (Bill Nighy). Momentos después, Melina le revela que era la amante de Hauser, pero los dos se separaron cuando Hauser fue capturado y que como prueba de ello, le muestra la misma cicatriz en su mano parecida a la de Hauser, según ella revela que cuando estaban escapando una bala disparada por los guardias en ese momento les atravesó la mano tanto a ella como a Hauser cuando este último la tenía sujetada y sus sueños que él mismo los tuvo, en realidad son recuerdos. Mientras intentan escapar del apartamento, la policía rodea el edificio de apartamentos, atrapando a Hauser y Melina. Un amigo de Hauser de la Colonia, Harry (Bokeem Woodbine), trata de convencer a Hauser de que se encuentra todavía en un sueño inducido en Rekall y que matar a Melina es la única salida. Hauser entra en conflicto, pero decide disparar a Harry después de ver una lágrima en la mejilla de Melina (revelando que Harry, en realidad, estaba mintiendo). Luego Lori y algunos androides deciden perseguir a la pareja por los ascensores interiores del edificio, pero no logran capturarlos.
Hauser y Melina se encuentran con los miembros de la resistencia y se reúnen con Matthias. Mientras tratan se sacar el "código de muerte" de su mente, caen en una trampa tendida por el propio Cohaagen y el equipo SWAT, encabezados por Lori y Cohaagen, irrumpen y matan a todos los miembros de la resistencia. Cohaagen informa a Matthias que Hauser estaba secretamente trabajando para él sin saberlo, ya que sus recuerdos han sido alterados. Por último, mata a Matthias y ordena restaurar la mente de Hauser y aunque este aboga con Cohaagen a favor de Melina, Lori y este último no tienen en cuenta esto y la secuestran. Antes de que se altere la mente de Hauser, Hammond se rebela secretamente contra sus compañeros y ayuda a Hauser a escapar, pero Hammond es asesinado en el proceso.
Momentos después, Cohaagen lanza su invasión con ayuda de "la Caída" para destruir a sus habitantes y repoblarla para la FUB. Hauser llega y se las arregla para colarse a bordo, poniendo explosivos temporizados por toda la nave mientras busca a Melina. Después de la liberación de ella, suben a lo alto de "la Caída", ya que estaban llegando a la Colonia. Luchan contra Cohaagen y sus soldados, entonces detonan los explosivos que Hauser instaló. Hauser y Melina saltan antes de que "la Caída" se desplome en el túnel y explote en el subterráneo, matando a Cohaagen y su ejército. Hauser resulta herido en el acto (a causa de la puñalada de Cohaagen), cayendo inconsciente y Melina se deprime.
Al despertar en una ambulancia, Hauser es recibido por Melina, pero cuando se percata de que le falta una cicatriz en la mano izquierda, se da cuenta de que ella en realidad es Lori. Luchan adentro de la ambulancia y un enfermero que lo custodiaba muere en el acto. Al final de la lucha, Hauser logra dominar y asesinar a Lori con la pistola que ella misma portaba. Momentos después, Hauser descubre a la verdadera Melina fuera de la ambulancia y se abrazan, mientras los canales de noticias declaran la independencia de la Colonia, los habitantes gritando de alegría por su victoria y un anuncio de Rekall se reproduce en una valla publicitaria de fondo.

### Final de la versión extendida
En la versión extendida del director, Hauser descubre un vendaje en la parte interior de su codo, pero no hay ninguna herida. Luego recuerda que un signo de la paz tatuado había sido colocado allí mientras él estaba en Rekall. Esto indica que todo era una memoria implantada en Rekall, que Hauser ha estado experimentando desde que se sienta en la silla en Rekall. Este final se sugiere brevemente en la versión regular, porque al final, Hauser se queda mirando un símbolo de Rekall en la distancia y se pregunta por un momento acerca de sus experiencias recientes.

## Reparto
- Colin Farrell como Douglas "Doug" Quaid / Carl Hauser, un simple trabajador que sufre de extraños sueños violentos.[6]
- Jessica Biel como Melina, un miembro de la Resistencia.[7]
- Kate Beckinsale como Lori, esposa de Quaid.[7]
- Bill Nighy como Matthias Lair, un líder rebelde euroamericano.[8]
- Bryan Cranston como Vilos Cohaagen, un poderoso y despiadado líder corporativo, presidente de la Federación Unida de Bretaña, y antagonista principal.[9]
- John Cho como McClane, un representante de Rekall que ofrece a Quaid la oportunidad de experimentar una aventura imaginada.[10]
- Bokeem Woodbine como Harry, el mejor amigo de Quaid.
- Steve Byers como Henry Reed.
- Ethan Hawke como el Carl Hauser original en la versión extendida del director, quien aparece en la imagen del piano contando su historia y no Colin Farrell.

## Producción

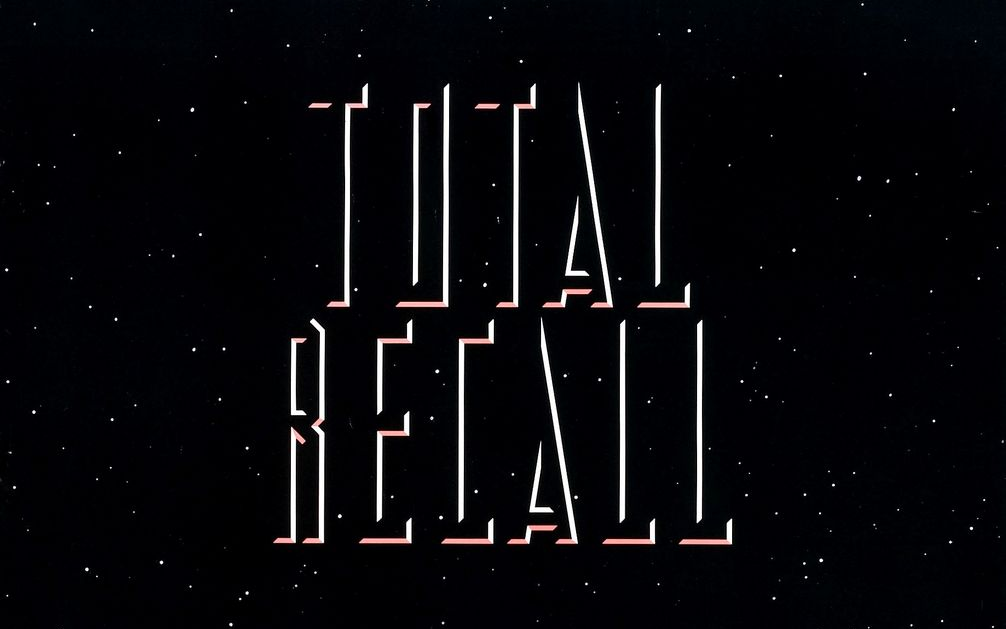
Logo de la película TOTAL RECALL.

El 2 de junio de 2009, Variety informó que Kurt Wimmer iba a escribir el guion para el remake. Mark Bomback también colaboró en el mismo y James Vanderbilt realizó un "pulido" del guion. Más de un año más tarde Len Wiseman fue contratado para dirigir. Paul Cameron es el director de fotografía de la película y Christian Wagner es el editor.
En octubre de 2010, The Hollywood Reporter informó que Colin Farrell era el candidato potencial, junto a Tom Hardy y Michael Fassbender, para interpretar a Doug Quaid, el papel desempeñado por Arnold Schwarzenegger en la versión de 1990. El 11 de enero de 2011, se anunció que Farrell había conseguido el papel. Farrell dijo en abril que la nueva versión no sería la misma que el cuento de Dick. Kate Beckinsale (que es la esposa de Wiseman) y Jessica Biel fueron confirmadas para sus papeles respectivos el 25 de mayo. Las actrices Eva Green, Diane Kruger y Kate Bosworth fueron consideradas para el papel de Biel. El actor Bryan Cranston, protagonista de la serie Breaking Bad, está en negociaciones para interpretar al villano de la película. Ethan Hawke se ha fundido en un cameo donde tiene un monólogo de cinco páginas. Bill Nighy está en negociaciones para interpretar a Quatto. John Cho también se ha unido al elenco.
Con un presupuesto reportado de $ 200 millones, la fotografía principal comenzó en Toronto el 16 de mayo y terminó el 16 de septiembre de 2011. Las escenas fueron filmadas en los Pinewood Toronto Studios, así como en la Universidad de Toronto, en el Metro Toronto Convention Centre y en Guelph. Después de asegurar los derechos de la película para Miramax Films, Columbia Pictures distribuirá la película.